# コミックおきなわ
コミックおきなわは、かつて1987年から1990年にかけて沖縄県内で刊行された漫画雑誌。誌名の通り、沖縄をテーマあるいは舞台にした作品を掲載し、県内出身の漫画家が多数参加していた。判型はB5判で、約200ページ。地域限定の商業漫画雑誌としては日本で唯一となる。キャッチフレーズは、「スーパーローカルマガジン」。

## 概要
「沖縄の歴史・文化を若い人たちに分かりやすく伝える」「沖縄の漫画家を育成する」ことをコンセプトに、1987年4月に創刊。発売当時の定価は480円だったが、8号より390円に引き下げられた。様々な情報が入った「コミックマガジン」という方向付けがされており、内容も漫画だけでなくインタビュー記事、コラム、対談、映画情報、イラストルポなどで構成されていた。また、創刊初期より若手の育成・新人の発掘に力を入れており、沖縄から漫画家を輩出する登竜門的な役割も果たしていた。
本誌に参加した漫画家の中には、県内を活動拠点にしていた新里堅進やすでに全国誌で活躍していたなかいま強らがおり、映画監督の中江裕司も編集長として携わっていた。

## 歴史

### 創刊から休刊まで
元々本誌は作家陣のメンバーである新里堅進の作品集という形で刊行が予定されていたが、「みんなが描けるように雑誌にしては」という新里の提案により、漫画雑誌として制作することとなった。この時本誌の刊行のためにコミックおきなわ社が設立され、代表には初代編集長の須藤將史が勤めていた県内の印刷会社・丸正印刷の代表理事であった与那覇正俊が就任している。当初の編集方針は「ためになって、面白い」と定められていたが、第4号刊行時の売り上げが芳しくなかったため、須藤に代わって編集長の職を引き継いだ中江によって、編集方針を中・高校生向けに変更。作家も無名の若手を積極的に起用し、一時期は30人以上にまで増えた。この変更が読者に受け入れられ、発行部数が3000～5000部を記録するほどにまで人気が高まっていった。この頃、本誌の購入客の中には地元県民だけでなく、土産物として買っていく観光客もいた。
しかし売り上げの好調は長くは続かず、1989年4月発行の第24号より月刊から隔月刊へ変更。そして刊行3周年を迎えた1990年8月の第30号にて休刊。9年後の1999年には、休刊時の編集長だった島袋直子が、一回限りという形で『別冊コミックおきなわ 同窓会スペシャル』を出版。発売後にはロックバンドの人間椅子を招いたライブが開催された。だがそれ以降復刊することはなく、事実上の廃刊となった。島袋は休刊の原因について、売り上げの不振により利益が出なかったこと、主力となる連載作品を生み出せなかったことを挙げており、漫画家・編集者・経営者共に今後の雑誌の方向性を決めることができておらず、「漫画家のための本」になってしまったと振り返っている。

### 休刊後
上記『同窓会スペシャル』の刊行後、島袋は漫画家からの発表の場を求める声に応え、2007年8月に無料配信の漫画ポータルサイト『コミックチャンプルー』を創刊。「沖縄であれば何でもOK」をコンセプトに据え、起用する漫画家も県出身者にはこだわらない方針をとっている。また、同サイトでは障害のある人や精神疾患のある人も漫画家として起用している。月刊誌のスタイルを採っており、掲載作品は毎週金曜日に一本ずつの更新だったが、2008年3月より週2本ずつ、2009年8月週3本ずつと増やしている。2012年には有料の電子書籍の販売を開始した。
2016年8月、『コミックおきなわ』が文化庁のメディア芸術アーカイブ推進事業の一つとしてデジタルアーカイブおよび電子書籍となることが報じられた。

## 主な掲載作品
※作品名および作者名が判明しているもののみを記す。
か
- GAJU (知念政順)
- 彼女たちのエルドラド (佐久本まちこ)
- 月刊スポーツワイド笑 (大味ちょうじ)
- ゲートボールぶる～す (田名俊信)
- ゲレン (保里安則)
- 拳牙神 (作画：橋口まり子/原作：西里秀篤)
- 國場幸太郎物語 (平敷善憲→田名俊信[注釈 1])

さ
- G… (保里安則)
- 島の女（新崎智）
- 島んちゅ純情 (知念政順)
- 舜天王（平敷善憲）
- シルガンター虎十 (新里堅進)
- シルバーアイランド (久松勇士)
- 1990年の幽霊（根間黄猫）

た
- タロー君の日記 (大城ゆか)
- トロピカル・ボビー (当間貴嗣)

な
- ナチブー朝光（なかいま強）

は
- パイナップルの家（大城ゆか）
- フェイントKIMETE（島尻ぐん）
- Friend（津嘉山メイ子）
- フレンド（たまきのうみ）
- HEAVY WEATHER (田名俊信)

## 本誌への評価
漫画家・評論家のいしかわじゅんは、自著のエッセイの中で本誌を取り上げており、沖縄発の雑誌としての自負は評価しているものの、掲載作品については「昔ながらの手作り感のある同人誌レベル」とし、「（創刊時の）'87年という時代を考えても、決してレベルは高くなかった」「とりあえず、できる範囲の、手の届く範囲の才能を集めてみたという印象だった」と評している。また、本誌に掲載していた作家たちについても上達不足である点を厳しく指摘している。ただし、作家メンバーの一人であった大城ゆかに関しては、本誌休刊後に自身の単行本作品『山原バンバン』を発表した際、同作品について「自分の描くものをきちんと理解している。（中略）自分のできる範囲を知り、その中で、きちんとできるだけのことをやっている」とおおむね好意的に評価している。ちなみに『山原バンバン』に関しては、作家の池澤夏樹も週刊文春でのコラムにて同作品の出版を「待ちかねていた」と綴っている。